# 戸畑けんわ病院
戸畑けんわ病院（とばたけんわびょういん）は、公益財団法人健和会が運営する、福岡県北九州市戸畑区に所在する病院である。

## 概要
1972年（昭和47年）開院の健和会中原病院（旧・健和総合病院）の施設更新のため移転・新築のうえ、2003年（平成15年）9月に開院した。協力型臨床研修病院、日本呼吸器学会関連施設となっている。
全日本民主医療機関連合会(民医連)に加盟している。

## 沿革
- 2003年（平成15年）9月 - 開院。
- 2006年（平成18年） - ISO9001認証取得。

## 診療科
(この節の出典)
- 内科
- 循環器科
- 消化器科
- 呼吸器科
- 神経内科
- 外科
- 整形外科
- 形成外科

- 放射線科
- リハビリテーション科
- 泌尿器科
- 皮膚科
- 肛門科

## 併設施設
- 訪問看護ステーション・コスモス
- ヘルパーステーションけんわ戸畑
- 戸畑ケアプランセンター
- グループホーム
- ケアハウス

## 交通アクセス
- JR鹿児島本線「戸畑駅」より徒歩7分[3]
- 西鉄バス北九州「戸畑区役所前」停留所より徒歩約3分[3]

## 関連施設
- 健和会大手町病院
- 健和会大手町リハビリテーション病院
- 健和会京町病院
- 健和看護学院
- 北九州医療・福祉総合研究所

## 周辺
- 戸畑郵便局
- 北九州市立戸畑図書館
- 飛幡八幡宮